# Ісімово
Ісі́мово (рос. Исимово, башк. Исем) — село у складі Кугарчинського району Башкортостану, Росія. Адміністративний центр Ісімовської сільської ради.
Населення — 708 осіб (2010; 823 в 2002).
Національний склад:
- росіяни — 48%
- башкири — 45%